# Спасо-Преображенский собор (Санкт-Петербург)
Спа́со-Преображе́нский собо́р (официальное название — Собо́р Преображе́ния Госпо́дня всей гва́рдии) — православный храм в Санкт-Петербурге, на Преображенской площади. Относится к Санкт-Петербургской епархии РПЦ. Построен по проекту В. П. Стасова в 1829 году на месте более раннего храма. Памятник архитектуры русского классицизма.
Никогда не закрывался для богослужения; в 1920—1940-х годах в отдельные периоды находился в ведении различных «обновленческих» структур.
От Спасо-Преображенского собора происходят названия Преображенской площади, на которой он стоит, и близлежащего переулка Радищева (бывший Церковный переулок).

## История
Первоначально возведён по повелению императрицы Елизаветы Петровны в период с 1743 по 1754 годы по проекту архитектора М. Г. Земцова на месте съезжей избы (штаба) гренадерской роты лейб-гвардейского Преображенского полка в память о восшествии императрицы на престол с помощью солдат и офицеров этого полка. Закладка трёхпридельного собора состоялась 9 июня 1743 года. После смерти М. Г. Земцова строительством руководил архитектор П. Трезини, который несколько изменил проект, сделав собор в стиле барокко пятиглавым. Собор был освящён архиепископом Сильвестром 5 (16) августа 1754 год в присутствии императрицы, накануне праздника Преображения Господня. Пятиярусный иконостас и алтарная сень выполнены московскими резчиками Кобылинскими по эскизу архитектора Ф. Б. Растрелли. Образа написал художник М. Л. Колокольников.

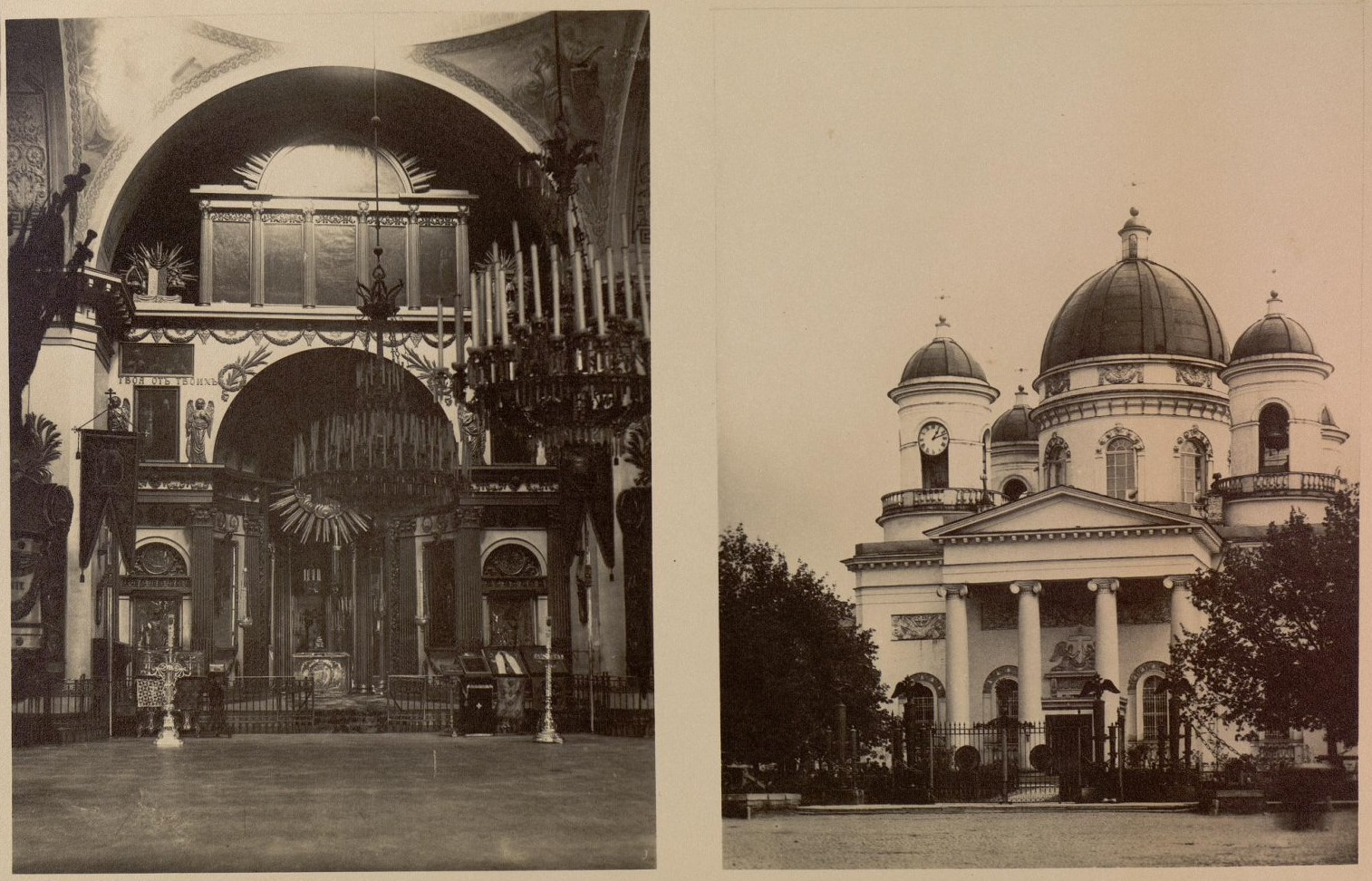
Спасо-Преображенский собор. 1891 год

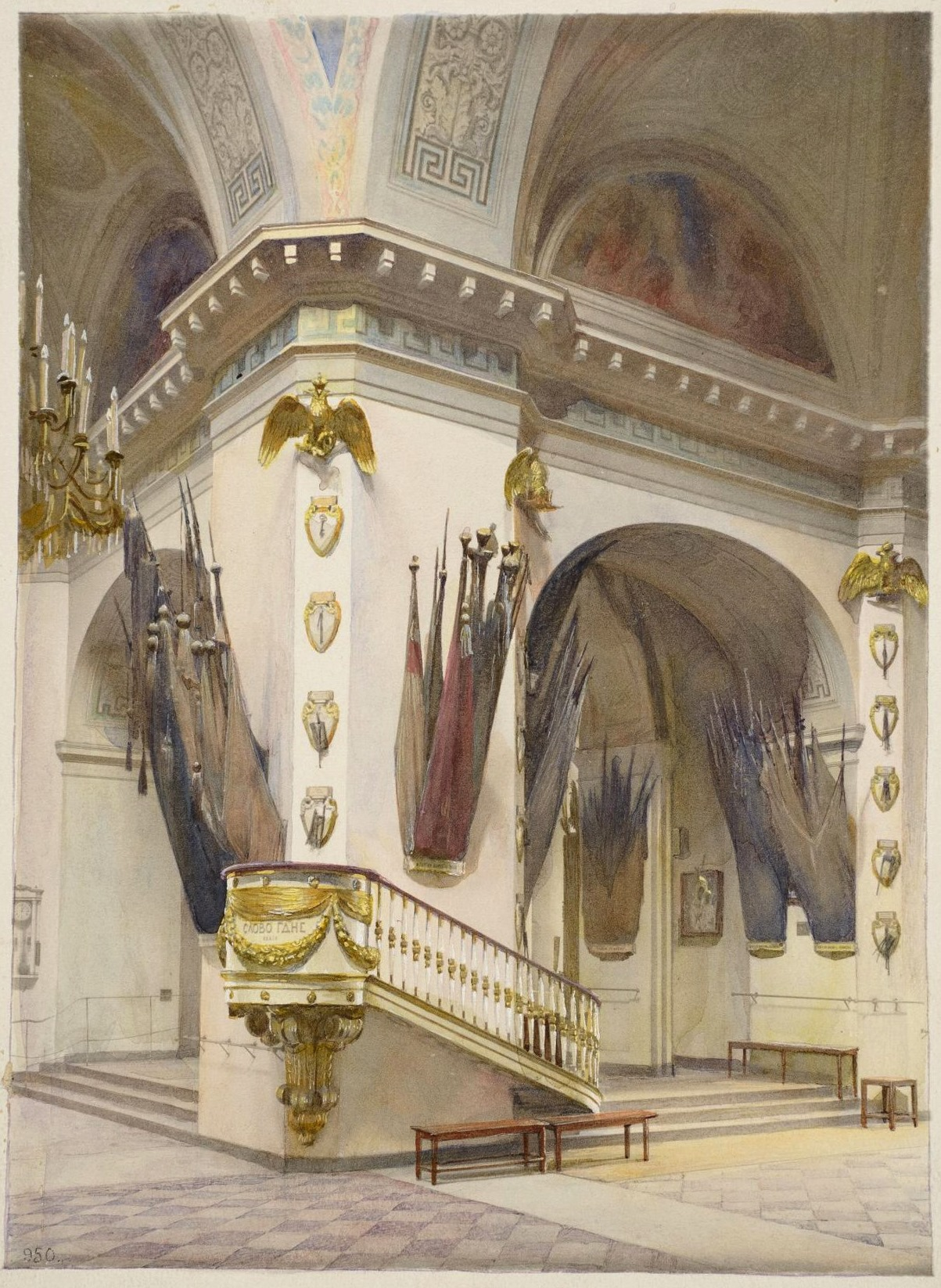
Внутренний вид Спасо-Преображенского собора. Начало XX века

12 ноября 1796 года, во время царствования императора Павла I, полковой Спасо-Преображенский собор получил почётное название «собор всей гвардии».
8 (20) августа 1825 года возник пожар, и первый Спасо-Преображенский собор сгорел, но из него успели вынести все основные святыни. От собора остались лишь стены.
В 1825—1829 годах он был восстановлен архитектором В. П. Стасовым в стиле ампир. Именно в этом виде собор и дошёл до наших дней. Восстановленный храм был освящён 5 (17) августа 1829 года митрополитом Серафимом (Глаголевским). Главный алтарь был освящён в честь праздника Преображения Господня, правый (южный) придел — в честь Преподобного Сергия Радонежского, а левый (северный) — в честь священномучеников Климента Римского и Петра Александрийского, день памяти которых отмечается 25 ноября (по старому стилю).
Спасо-Преображенский собор был выбран в качестве архитектурного образца для сооружения Троицкого собора в городе Моршанске Тамбовской губернии, строительство которого началось в 1836 году и завершилось в 1857.
Для собора Ф. А. Верховцевым, в 1845 году, изготовлен оклад из серебра, для напрестольного Евангелия. В 1859 году им же выполнена серебряная одежда для престола, весом 10 пудов. В 1865 году, им же, изготовлена бронзовая гробница для плащаницы.
При соборе с 1871 года действовало приходское благотворительное общество, которое содержало богадельню, детский приют, столовую, школу для солдатских детей и бесплатные квартиры. С 1912 года в нём действовало Братство трезвости и целомудрия. В праздник Преображения Господня (народное название — Яблочный спас), приходящийся на 6 августа (по старому стилю), у храма устраивался традиционный фруктовый базар.
После революции 1917 года собор оставался действующим. В 1918 году он стал приходским, и знамёна, орудия и военные трофеи, хранившиеся в соборе, были изъяты и переданы в Артиллерийский музей, а с 1950 года эти реликвии находятся в коллекции Эрмитажа. В 1920-х годах были изъяты также многие ценные иконы.
В 1922 году собор перешёл к «обновленцам». С 1924 по 1926 годы собор принадлежал «обновленческой» группе «Союз церковного возрождения», возглавляемой Антонином Грановским, который к тому времени отделился от «обновленческого» Синода). Однако, «крохотная община не могла содержать огромного здания. Собор был вскоре передан староцерковникам».
С 1935 года до января 1944 года собор находился в ведении «обновленческих» структур; с 1939 года, после закрытия храма Спаса на Сенной, был главным «обновленческим» храмом в Ленинграде. Во время Ленинградской блокады в подвале храма было устроено бомбоубежище на 500 человек, в котором оказывали помощь раненым.
В 1946—1948 годах была проведена реставрация фасадов и интерьеров храма.

## Архитектура
Площадь собора составляет 1180 м², высота — 41,5 метра. Фасады главного объёма оформлены двенадцатиметровыми четырёхколонными портиками ионического ордера. Завершает здание мощный световой барабан, увенчанный главным куполом, по углам — четыре главки-колокольни. В северо-западной колокольне установлены башенные часы.
Высокие полуциркульные окна закомпонованы в ниши с балюстрадами и оформлены орнаментальными архивольтами. Стены собора также декорированы лепными панно с воинскими атрибутами.

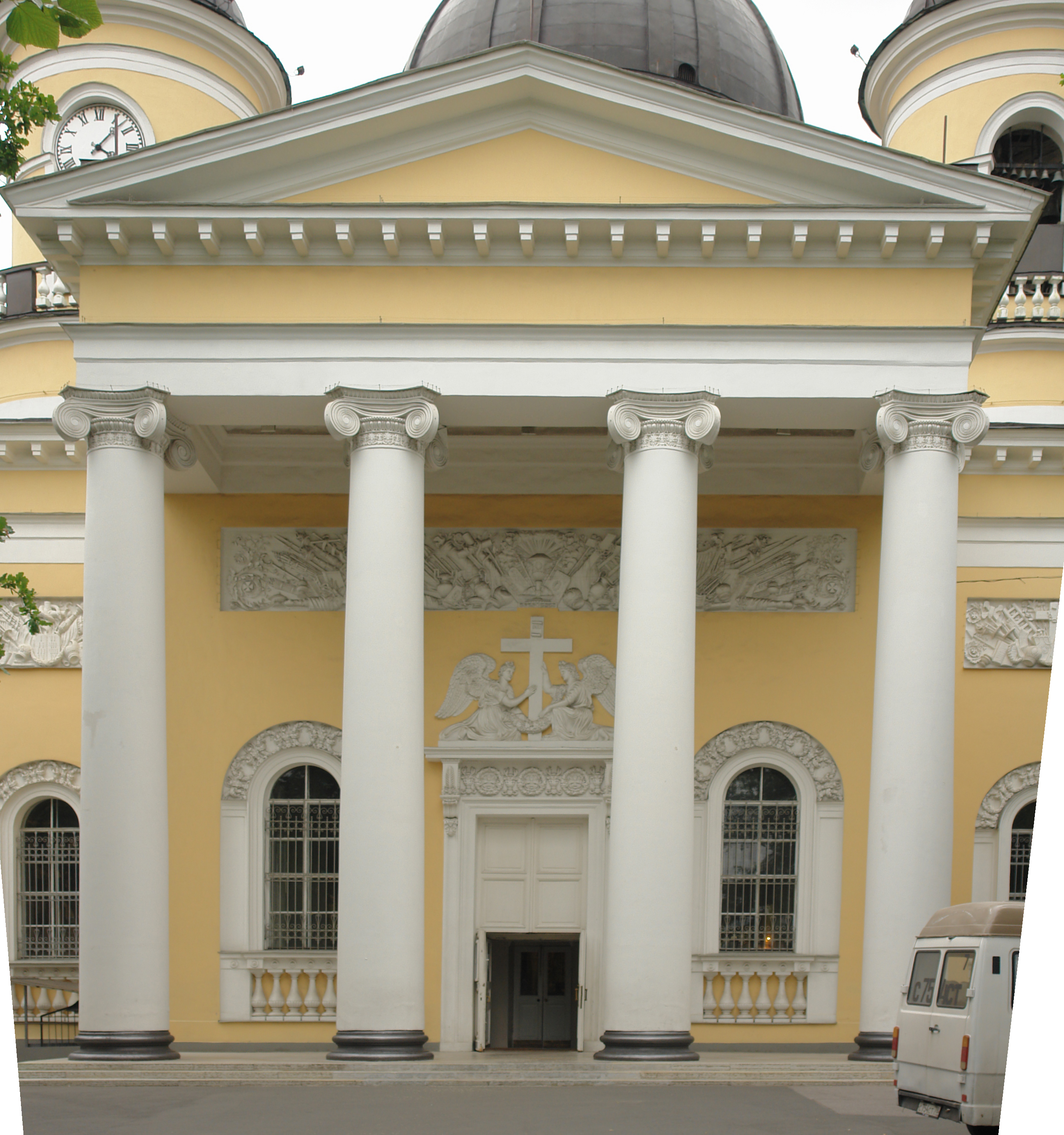
Западный портик
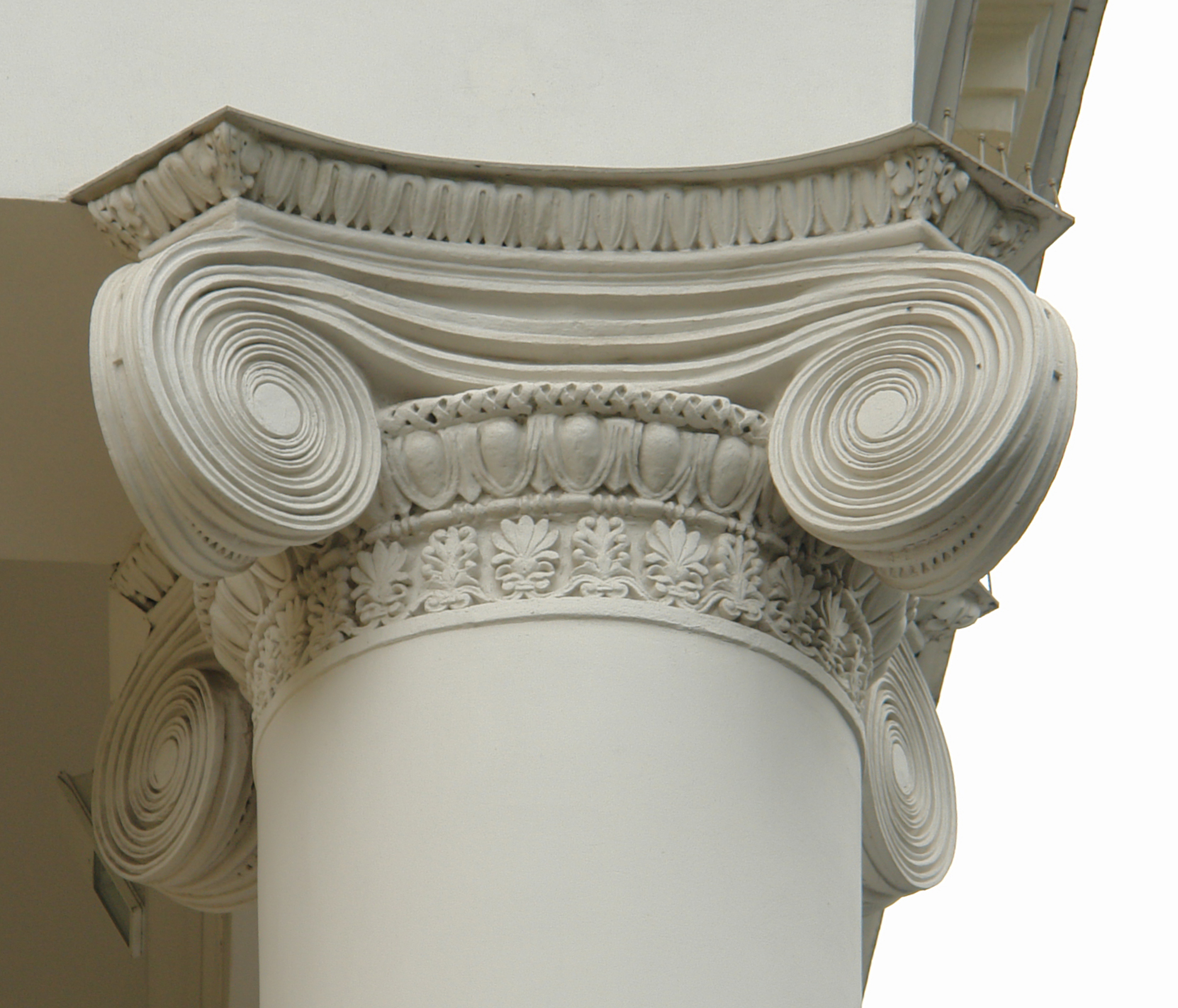
Капитель одной из колонн
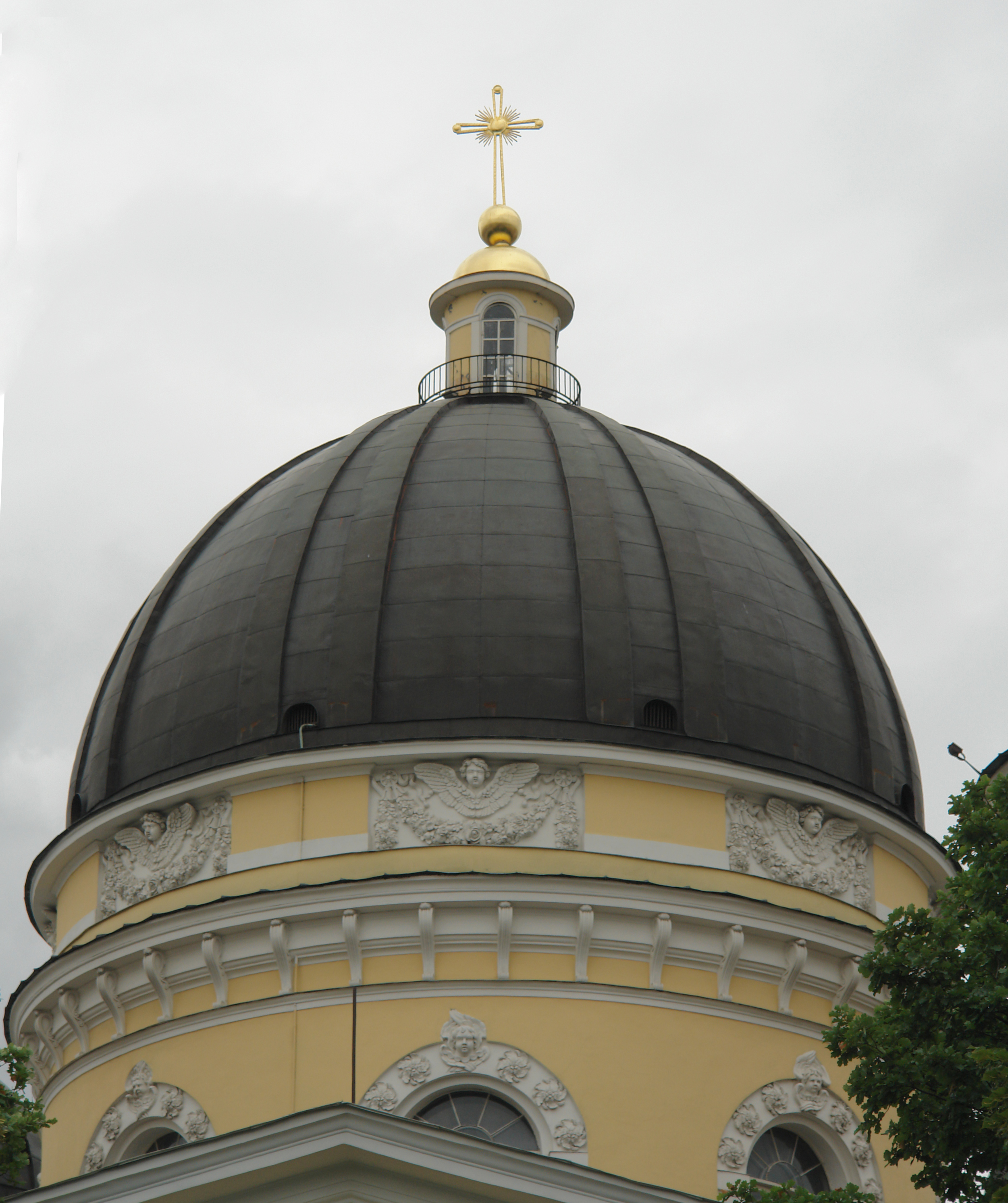
Главный купол
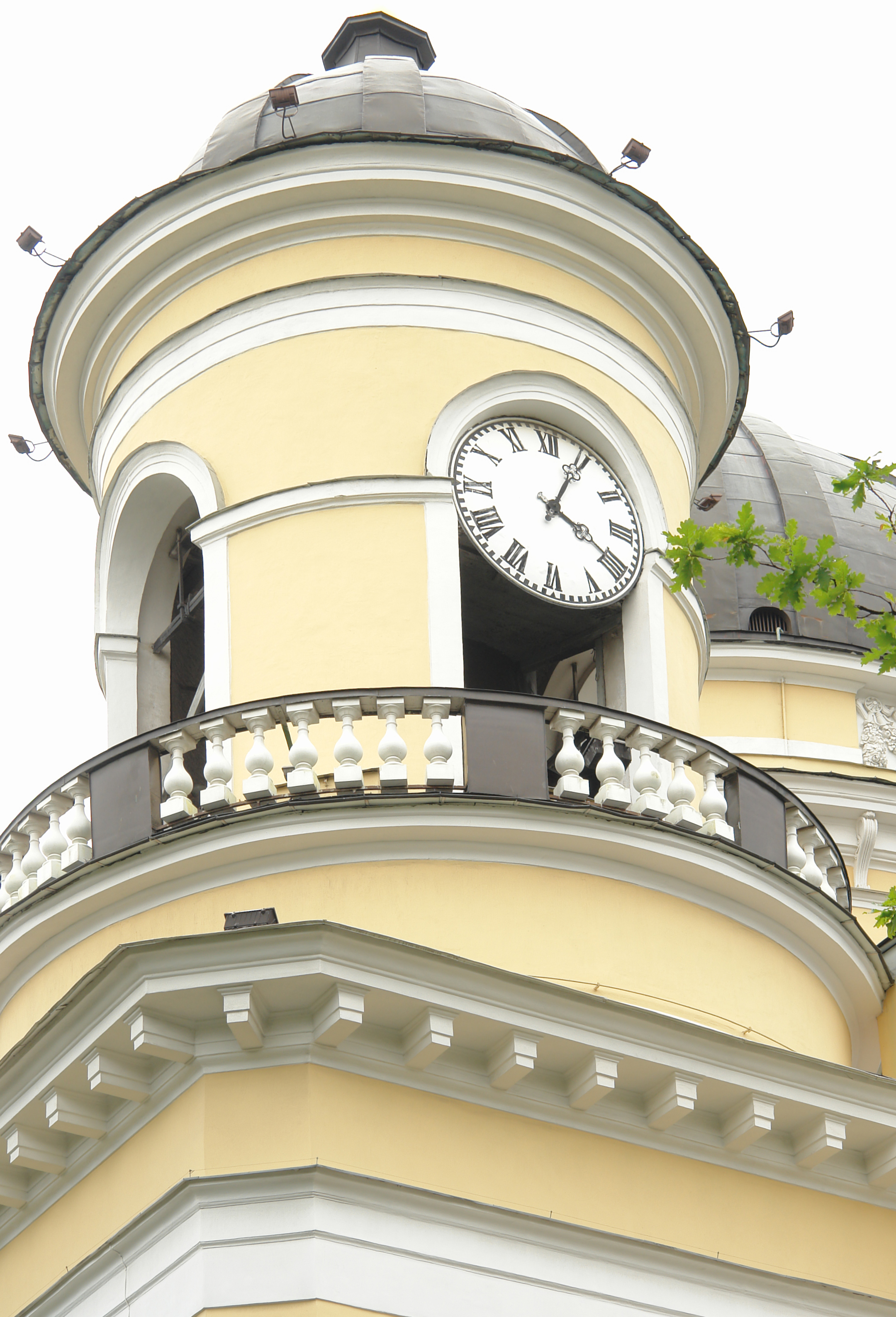
Колокольня с часами
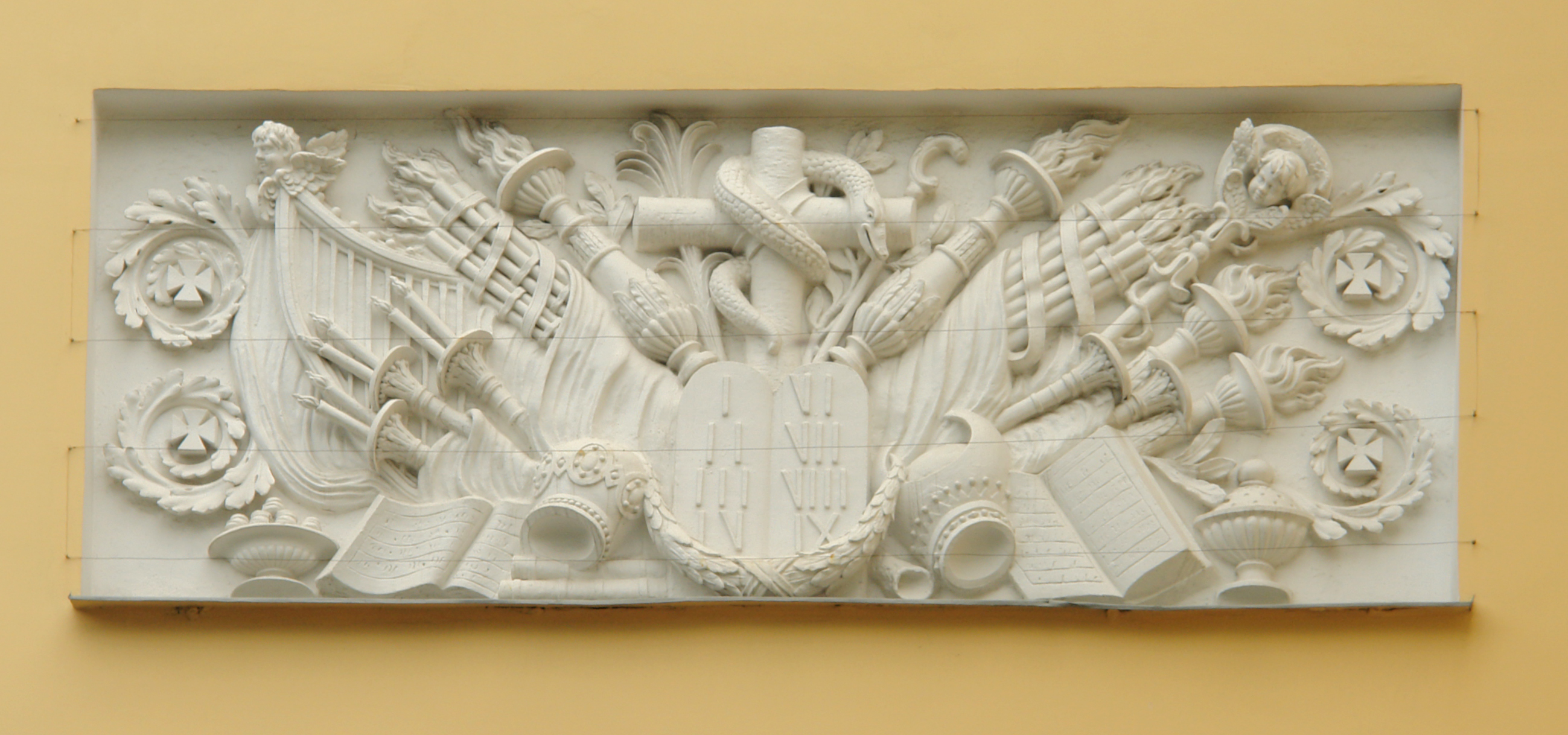
Панно с воинскими атрибутами
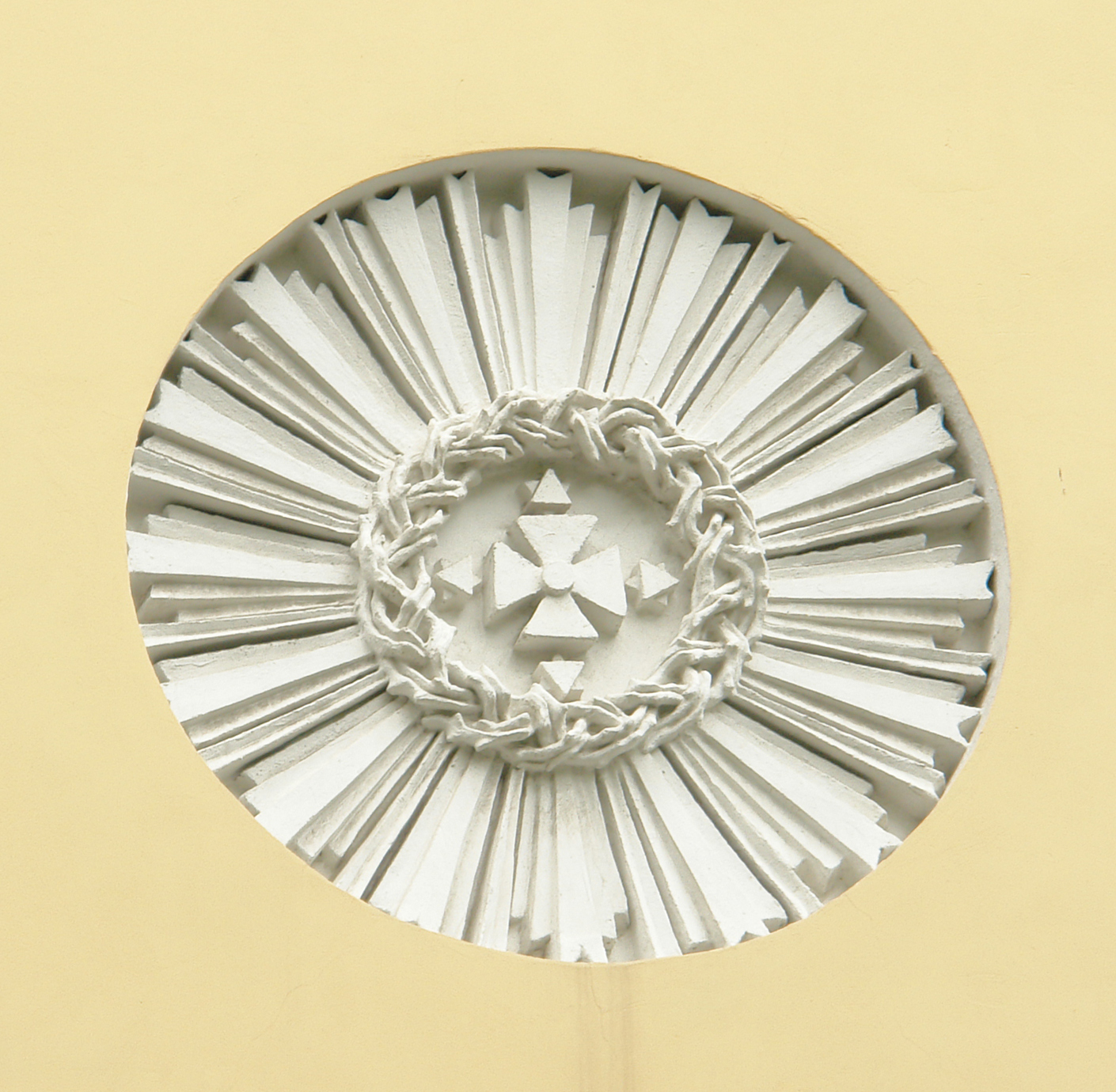
Барельеф

## Интерьер

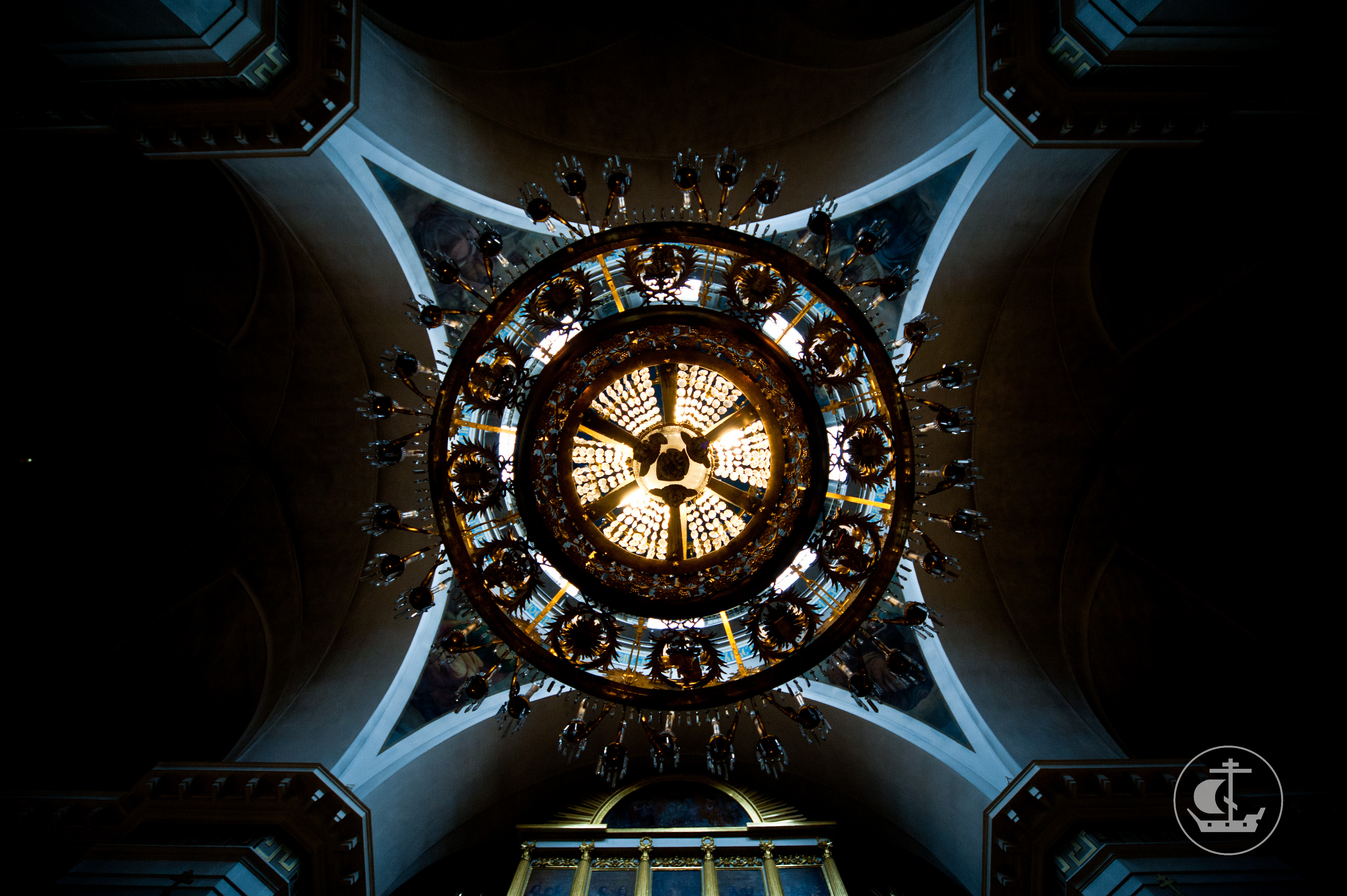
Подкупольное пространство собора

В храме есть три придела: главный, освящённый во имя Преображения Господня, северный (левый) — во имя священномучеников папы Климента I и архиепископа Александрийского Петра и южный (правый) — во имя преподобного Сергия Радонежского Чудотворца.
Главный купол собора расписан под цвет облачного неба, в центре которого изображена большая звезда. В подкупольном пространстве находится большое пятикупольное паникадило на 120 свечей. Четырёхъярусный иконостас главного придела изготовлен по рисункам В. П. Стасова, образа написаны художниками Г. И. Угрюмовым, А. И. Ивановым, В. К. Шебуевым, А. Е. Егоровым и др. Роспись интерьеров по эскизу В. К. Шебуева выполнили художники Ф. П. Брюлло, Ф. И. Брандуков и С. А. Бессонов, оформление кафедры выполнено резчиком В. Захаровым.

## Ограда

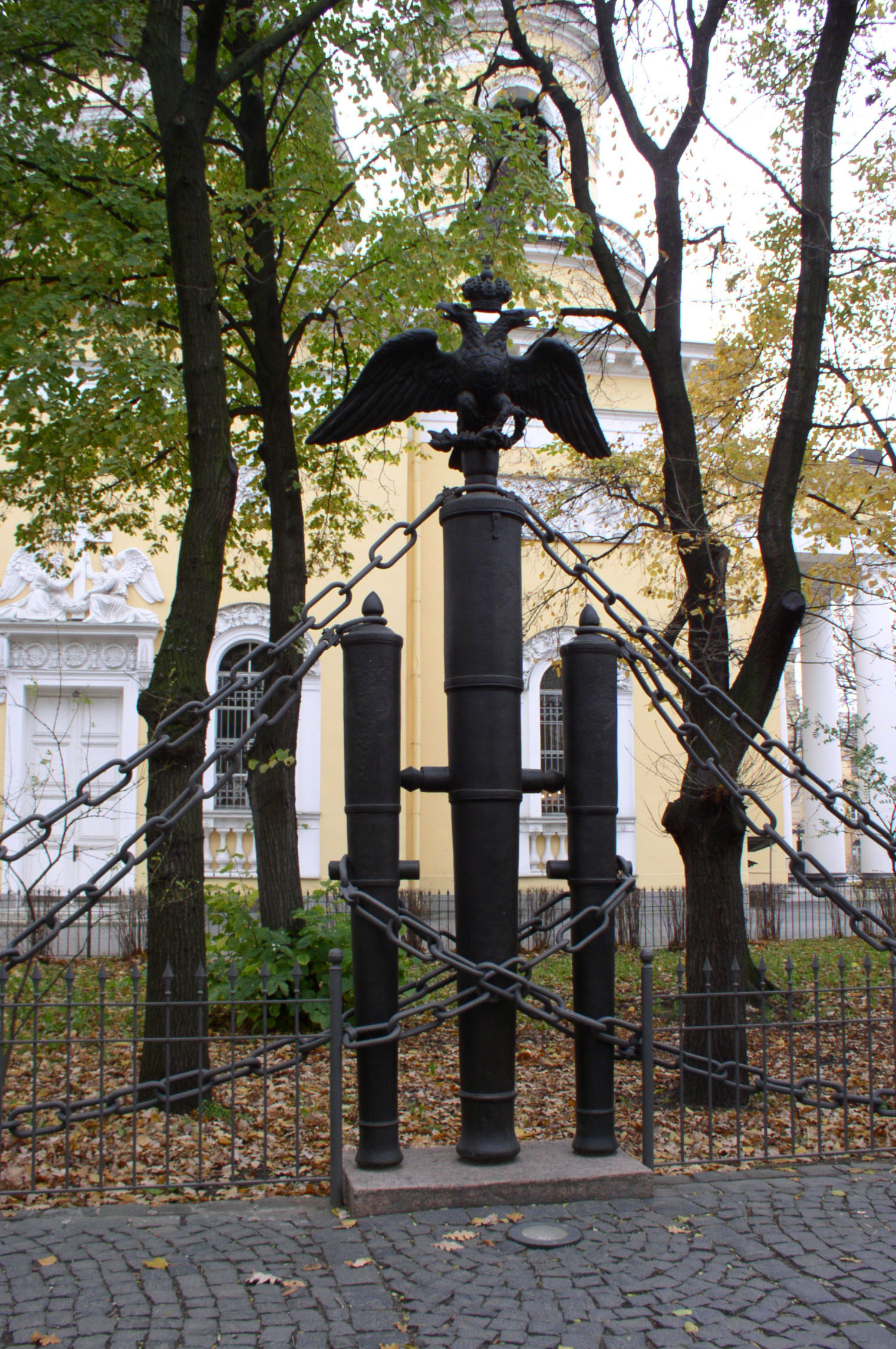
Элемент ограды

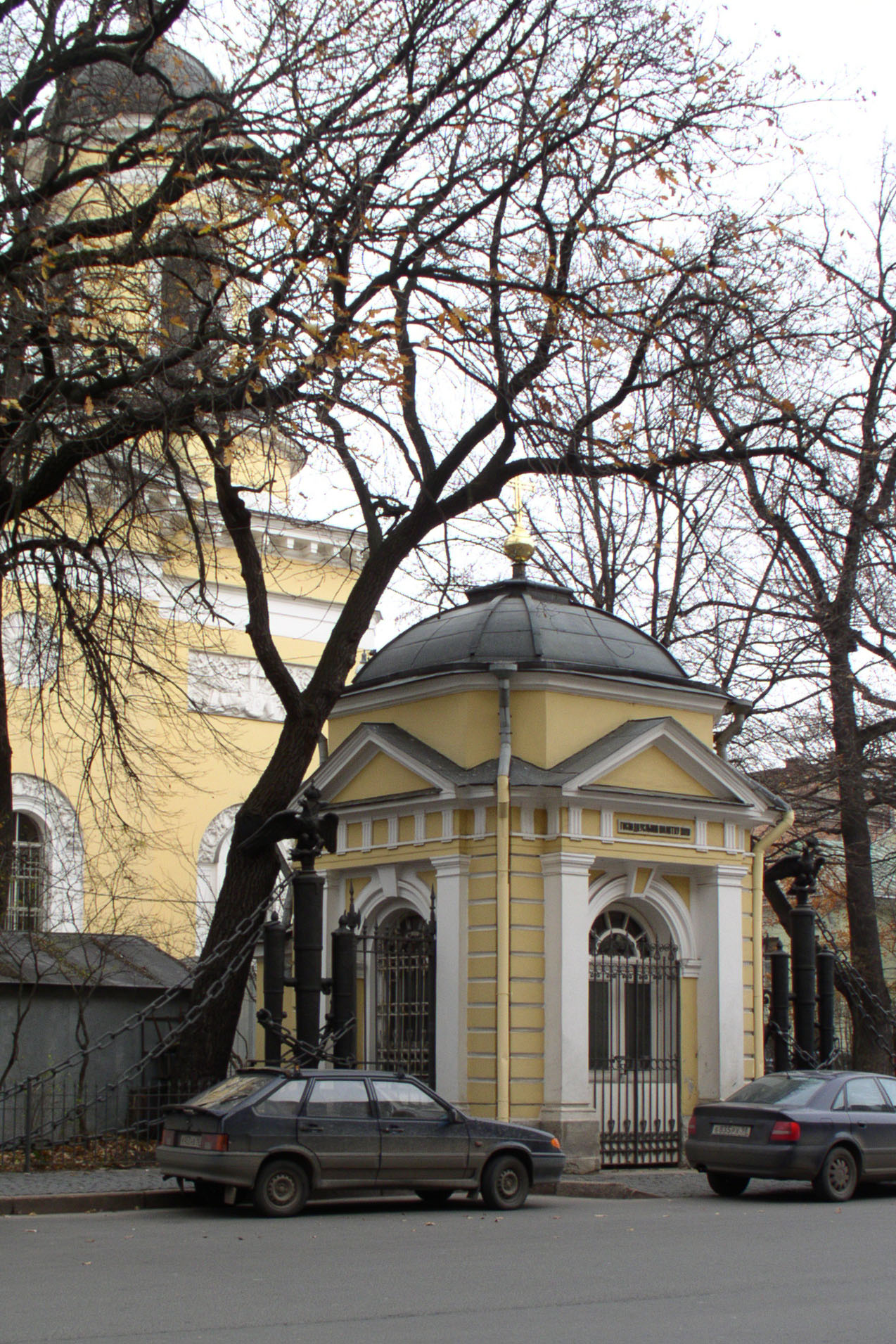
Часовня в ограде собора

В 1832—1833 годах по проекту архитектора В. П. Стасова в память о победе в русско-турецкой войне 1828—1829 годов вокруг собора сооружена ограда, основа которой — стволы трофейных турецких пушек, взятых со стен турецких крепостей Измаила, Варны, Тулчи, Исакчи, Силистрии, а также взятые в сражении под Кулевчи. На стволах сохранились вычеканенные гербы Османской империи, а на некоторых из них — данные им имена: «Гнев аллаха», «Священный полумесяц», «Гром извергающий», «Дарю лишь смерть». По повелению императора Николая I в дар собору были выделены 18- и 24-фунтовые трофейные орудия.
Ограда состоит из 102 бронзовых орудийных стволов, установленных на 34 гранитных основания, по три на каждом. Стволы орудий установлены дульным срезом вниз, в знак того, что они уже никогда не будут участвовать в военных действиях. Все средние стволы украшены двуглавыми орлами с коронами. Все группы орудий соединяются массивными декоративными цепями. Створки главных ворот собора украшены щитами с бронзовыми изображениями медалей за русско-турецкую войну. Также вокруг собора стояли двенадцать орудий и два единорога (длинноствольных орудия), составлявших собственность Преображенского полка.

В 1886 году в ограде выстроена часовня (архитектор Слупский). В 1916 году архитектором Овсянниковым планировалась постройка усыпальницы для захоронения офицеров, павших в Первой мировой войне, но она так и не была осуществлена.
Вскоре после революции золочёные двуглавые орлы на ограде, а также медальоны и крест на центральных воротах соборной ограды были демонтированы и уничтожены. В 2004 году все эти элементы были воссозданы и возвращены на свои места.
Любопытный факт — специально для эпизода в фильме «Две жизни» на ограде собора, с западной стороны были в точности восстановлены двуглавые орлы, а на центральных воротах — медальоны с крестами и крест с сиянием поверх ворот. После окончания съёмки все эти элементы были демонтированы.
Ещё один любопытный факт — при съёмке фильма «Собачье сердце» в одном из эпизодов заснят Спасо-Преображенский собор (хотя действие повести происходит в Москве).

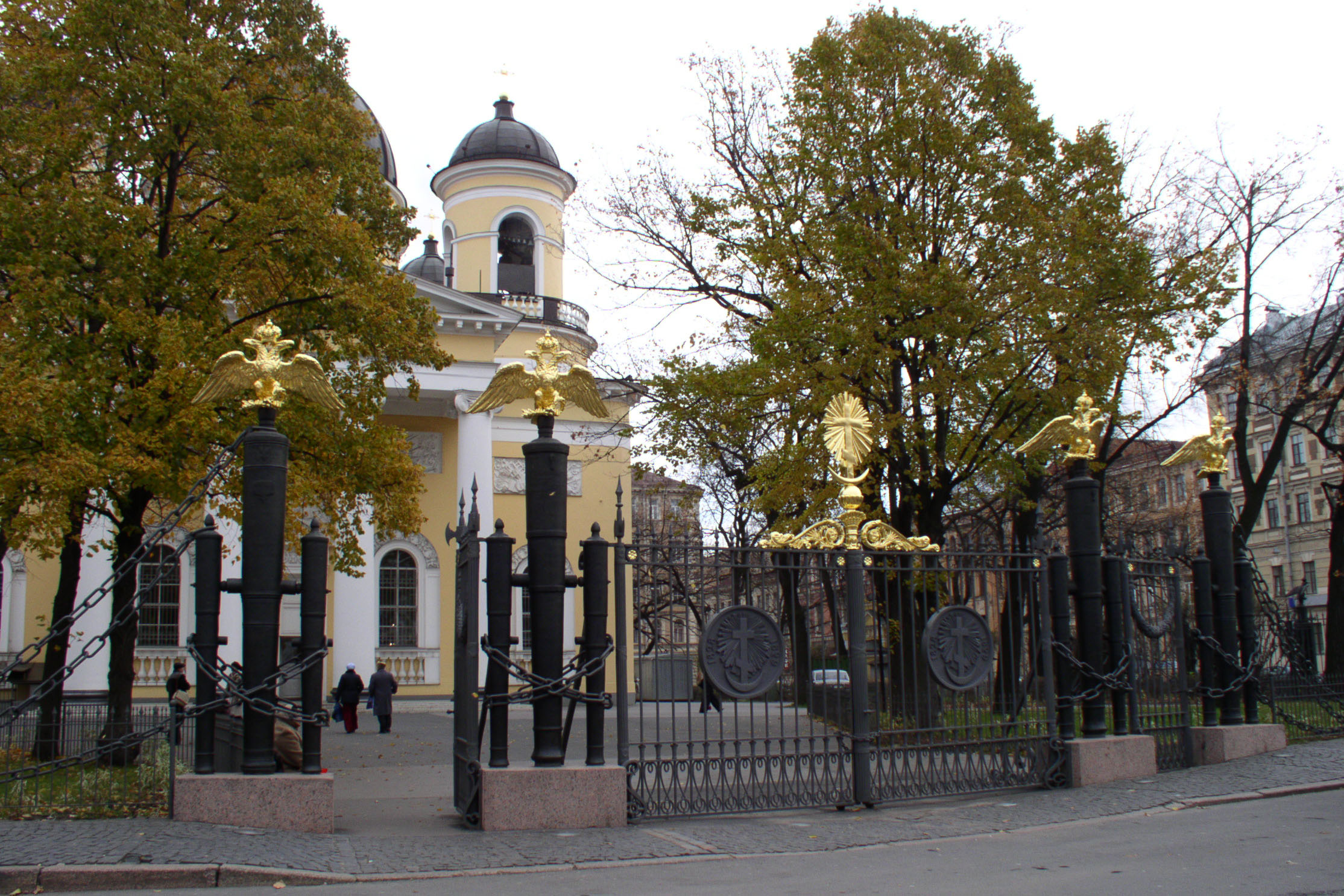
Главные ворота
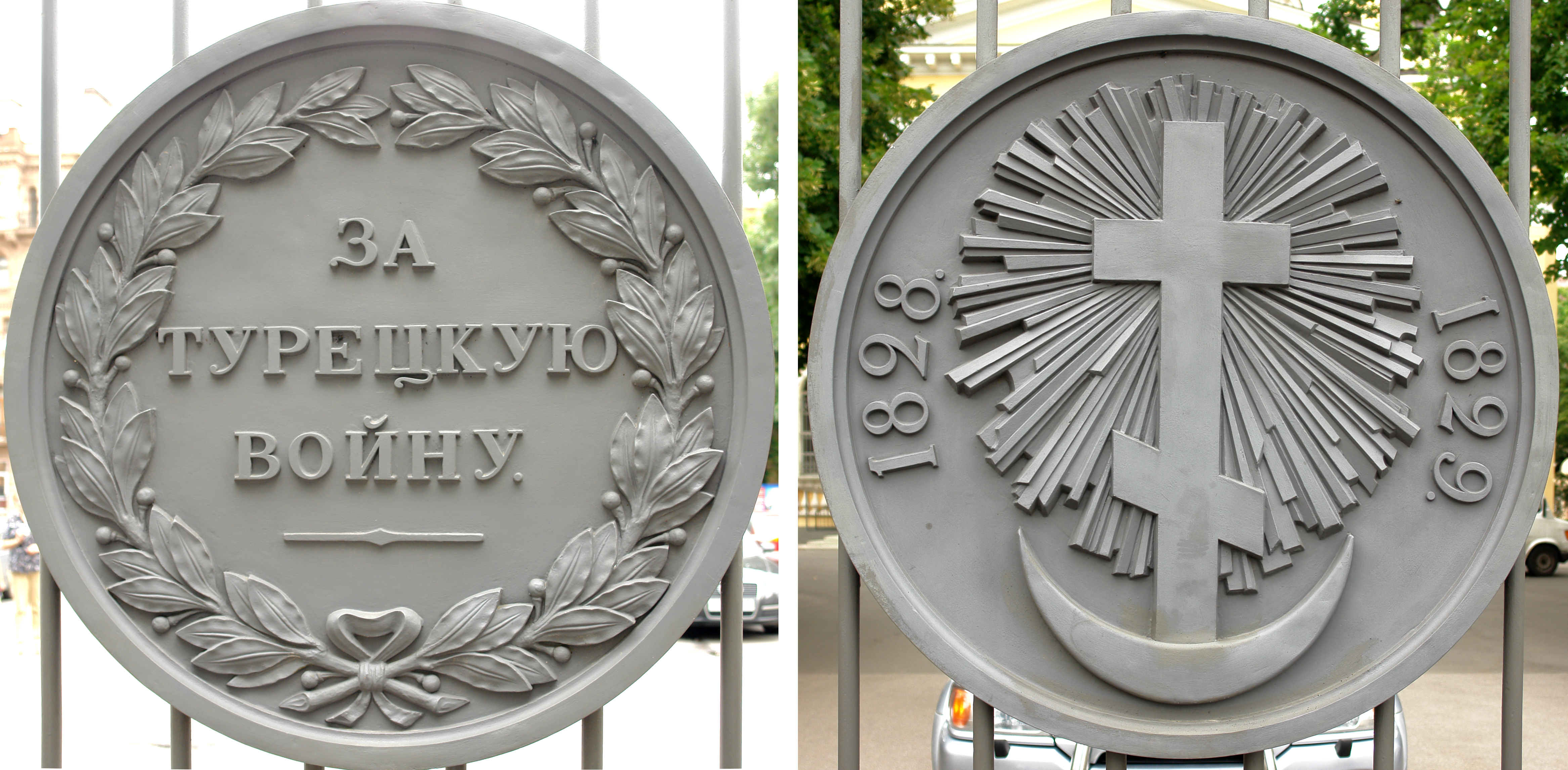
Медали на створках главных ворот
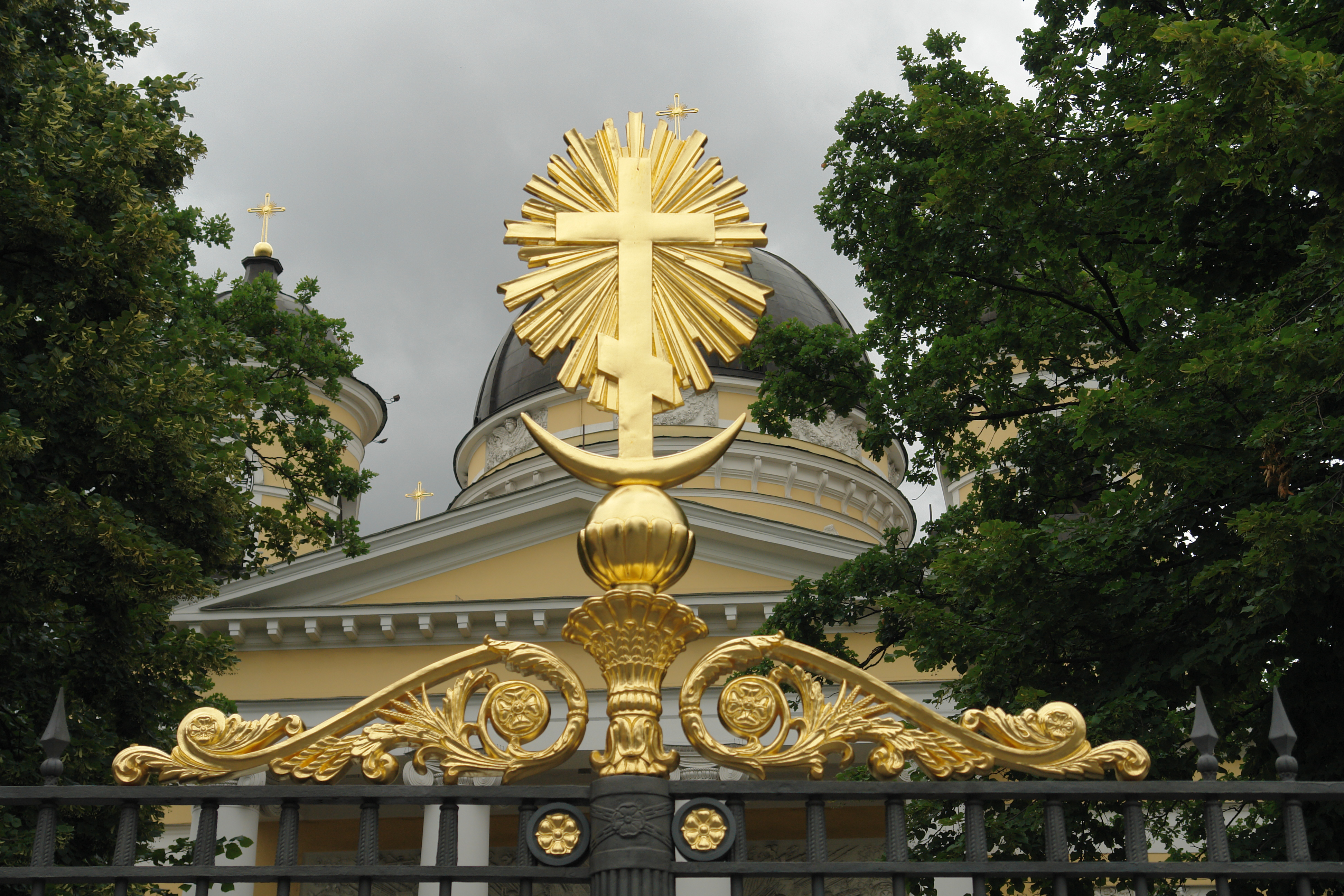
Центральный элемент декора главных ворот
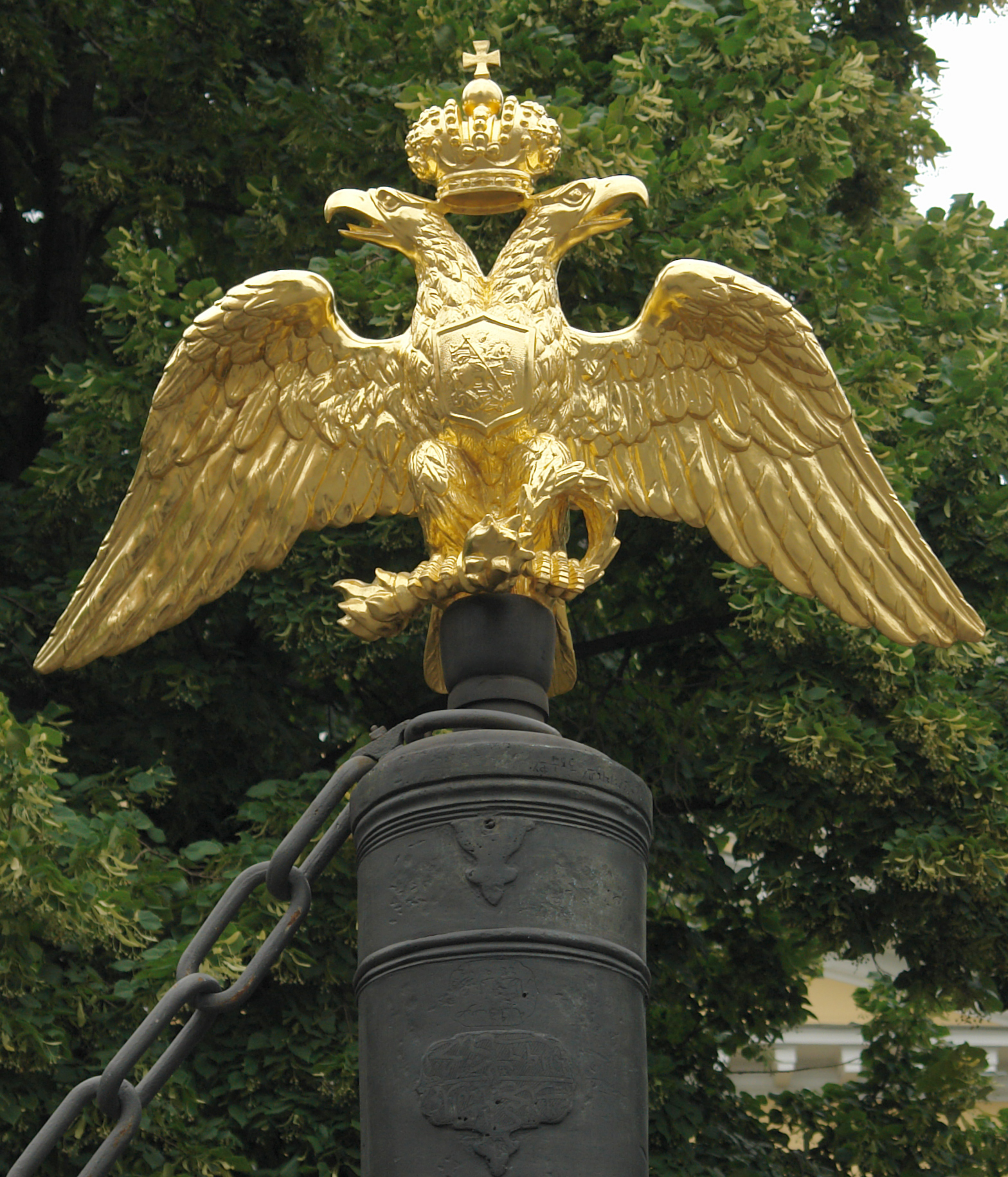
Двуглавый орёл на орудийном стволе

## Святыни и реликвии
Возле северной стены собора, в левом приделе находится складень с образами Преображения Господня, великомученика Пантелеимона и святого царя Константина. Этот складень в 1900 году подарил полковому лазарету тогдашний командир полка, генерал-майор великий князь Константин Константинович. На аналое у правого клироса в Спасо-Преображенском соборе находится образ Спаса Нерукотворного, перенесённый сюда в 1938 году из Троицкой церкви на Стремянной улице. Эта икона была написана московским иконописцем С. Ф. Ушаковым для царя Алексея Михайловича и была любимым образом Петра I. С ним он был и при закладке Санкт-Петербурга, и при Полтавской битве, и при кончине и отпевании.
На аналое у левого клироса находится чудотворная икона Божией Матери «Всех Скорбящих Радосте». Это список, сделанный в 1711 году по поручению Натальи Алексеевны с чудотворной иконы из московской Скорбященской церкви на Большой Ордынке. Икона была перенесена в Спасо-Преображенский собор в 1937 году из закрытой Скорбященской церкви на Шпалерной улице.
В Спасо-Преображенском соборе хранились полковые реликвии и воинские трофеи, на стенах — бронзовые доски с именами офицеров Преображенского полка, павших в боях. За стеклом в особых шкафах хранились преображенские мундиры Александра I, Николая I и Александра II, а также сабля, которая была при Александре II во время покушения 1 (13) марта 1881 года и сохранила следы его крови.
С 12 марта по 10 августа 1991 года в храме пребывали мощи святителя Иоасафа Белгородского, вторично обретённые в запаснике Музея истории религии и атеизма Ленинграда.

## Духовенство, связанное с собором
6(18) августа 1833 года, в день Преображения Господня, в соборе был посвящён во епископы черногорский владыка и поэт Пётр II Петрович Негош.
С 1881 года, состоя на службе в Преображенском полку, старостой собора был гвардии штабс-капитан (впоследствии полковник) Леонид Михайлович Чичагов — впоследствии митрополит Серафим. Будучи уже митрополитом Ленинградским (назначен 23 февраля 1928 года), совершил в соборе свою первую в Ленинграде службу 18 марта (в третью неделю Великого поста), а также последнюю — 24 октября 1933 года.
В феврале 1931 года по делу о нелегальной отправке регалий Преображенского полка в Копенгаген и передаче их императрице Марии Феодоровне вместе с другими лицами был расстрелян настоятель собора протоиерей М. В. Тихомиров.
22 апреля 1979 года, за Пасхальной службой, в соборе скончался митрополит Серафим (Никитин), бывший Крутицкий и Коломенский.
С июля 1981 до 1985 года клириком собора был священник Е. Ждан (c 2002 года — архиепископ Нижегородский и Арзамасский).

### Настоятели собора

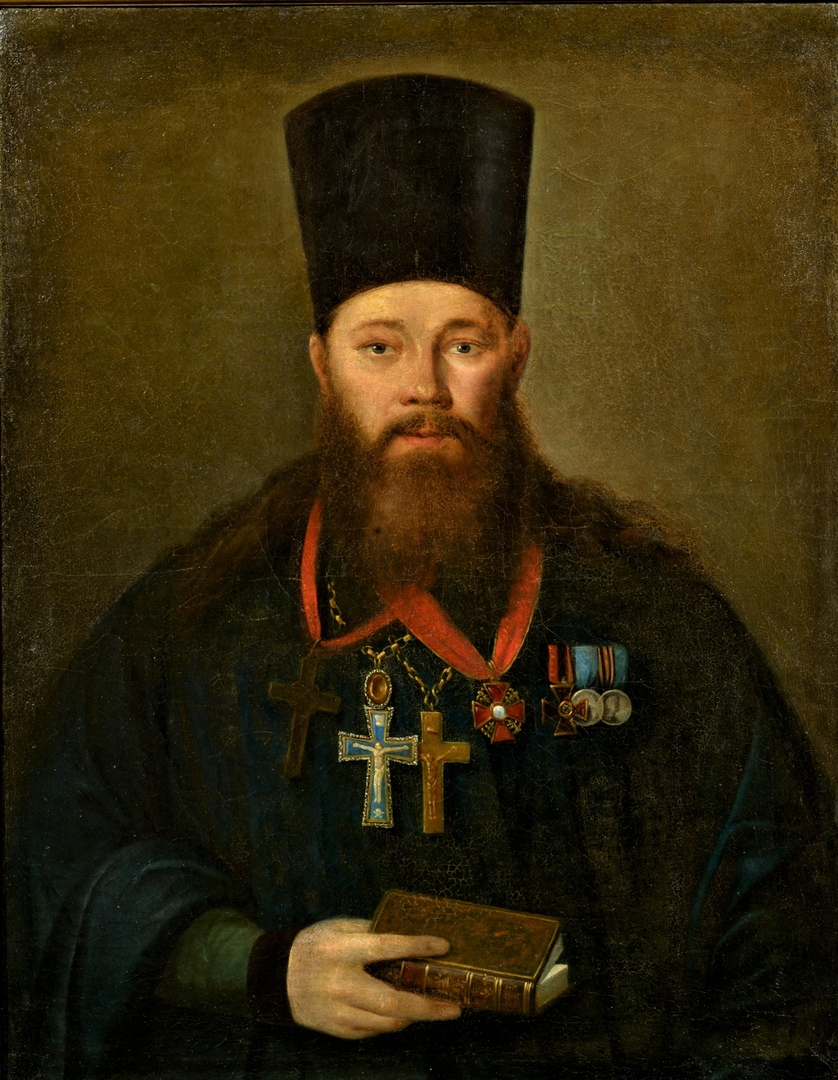
Портрет протоиерея Василия Сицилинского. Неизвестный художник, 1839—1844 годы

| Настоятели собора за всю историю         | Настоятели собора за всю историю                           |
| Даты                                     | Настоятель                                                 |
| ---------------------------------------- | ---------------------------------------------------------- |
| 28 января 1752 — 13 марта 1758           | протопоп Лука Иванов                                       |
| 13 марта 1758—1781                       | протопоп Андрей Михайлов                                   |
| 1781 — март 1788                         | протопоп Симеон Матфиев (… — 1788)                         |
| апрель 1788—1798                         | протоиерей Лукиан Протопопов (1743—1813)                   |
| 18 июня 1799—1806                        | священник Иоанн Рябинин                                    |
| 1806 — июнь 1807                         | протоиерей Александр Александров (… — 1807)                |
| 31 марта 1808 — 1 января 1816            | протоиерей Алексий Торопогрицкий                           |
| 29 июня 1816 — 6 сентября 1829           | протоиерей Антипа Гаврилов                                 |
| 11 января 1830 — 23 апреля 1867          | протоиерей Василий Сицилинский                             |
| 12 мая 1867— 15 октября 1882             | протоиерей Михаил Спасский (1800—1884)                     |
| 1882 — 29 марта 1901                     | протоиерей Пётр Зиновьевский                               |
| 4 апреля 1901 — 17 февраля 1908          | протоиерей Владимир Краснопольский (1841— …)               |
| 19 февраля 1908 — 30 июля 1918           | протоиерей Сергий Голубев (1860—1918)                      |
| 1918 — …                                 | протоиерей Пётр Троицкий (1850 — после 1917)               |
| 1921 — июль 1923                         | протоиерей Михаил Тихомиров                                |
| июль 1923 — сентябрь 1924                | «епископ» Евгений (Белков)                                 |
| 25 сентября 1924 — 25 ноября 1924        | «архимандрит» Илия (Тролле)                                |
| 1924 — 12 января 1925                    | «священник» Михаил Васильевский                            |
| январь 1925 — апрель 1925                | «священник» А. Строганов                                   |
| 1932 — 2 августа 1933                    | протоиерей Ксенофонт Виноградов (…—1933)                   |
| 26 августа 1933—1935                     | протоиерей Иоанн Морев                                     |
| 1935 — 13 марта 1936                     | протоиерей Николай Измайлов (… — около 1942)               |
| март 1936 — 1 апреля 1937                | протоиерей Павел Фруктовский (1878—1954)                   |
| 1 апреля 1937 — арестован 9 октября 1937 | протоиерей Александр Архангельский (1884—1937, расстрелян) |
| октябрь 1937—1940                        | протоиерей Павел Фруктовский                               |
| 1940 — 19 декабря 1941                   | протопресвитер Алексий Абакумов (1869—1941)                |
| декабрь 1941 — январь 1944               | протоиерей Павел Фруктовский                               |
| 12 января 1944 — 21 ноября 1945          | протоиерей Павел Тарасов (1899—1971)                       |
| 10 декабря 1945 — 4 марта] 1973          | протоиерей Сергий Румянцев (1903—1977)                     |
| 21 февраля 1973 — 25 мая 1977            | протоиерей Иаков Ильич (1931—1981)                         |
| 25 мая 1977 — 2 марта 1986               | протоиерей Николай Гундяев (1940—2021)                     |
| 2 марта 1986 — 1 июля 1987               | протоиерей Павел Красноцветов (1932—2019)                  |
| 23 июня 1987 — 11 августа 2014           | протоиерей Николай Гундяев                                 |
| 11 августа 2014 — настоящее время        | протоиерей Николай Брындин                                 |